# Liste der Naturdenkmale in Schenkenzell
| Naturdenkmale | Anzahl |
| ------------- | ------ |
| FND           | 1      |
| END           | 2      |
| Gesamt        | 3      |

Die Liste der Naturdenkmale in Schenkenzell nennt die verordneten Naturdenkmale (ND) der im baden-württembergischen Landkreis Rottweil liegenden Gemeinde Schenkenzell. In Schenkenzell gibt es insgesamt drei als Naturdenkmal geschützte Objekte, davon ein flächenhaftes Naturdenkmal (FND) und zwei Einzelgebilde-Naturdenkmale (END).
Stand: 1. November 2016.

## Flächenhafte Naturdenkmale (FND)
| Name                     | Bild | Kennung     | Einzelheiten | Position | Fläche Hektar | Datum        |
| ------------------------ | ---- | ----------- | ------------ | -------- | ------------- | ------------ |
| Laiwiese                 | BW   | 83250500001 | Schenkenzell | ⊙        | 1,5           | 6. Sep. 1963 |
| Legende für Naturdenkmal |      |             |              |          |               |              |

## Einzelgebilde (END)
| Name                     | Bild | Kennung     | Einzelheiten | Position | Fläche Hektar | Datum         |
| ------------------------ | ---- | ----------- | ------------ | -------- | ------------- | ------------- |
| Ahorn                    | BW   | 83250500144 | Schenkenzell | ⊙        | 0,0           | 29. Aug. 1963 |
| Hohe Tann                | BW   | 83250500143 | Schenkenzell | ⊙        | 0,0           | 29. Aug. 1963 |
| Legende für Naturdenkmal |      |             |              |          |               |               |